# Clubiona cambridgei
Clubiona cambridgei là một loài nhện trong họ Clubionidae.
Loài này thuộc chi Clubiona. Clubiona cambridgei được Ludwig Carl Christian Koch miêu tả năm 1873.